# Fritz Stuchlik

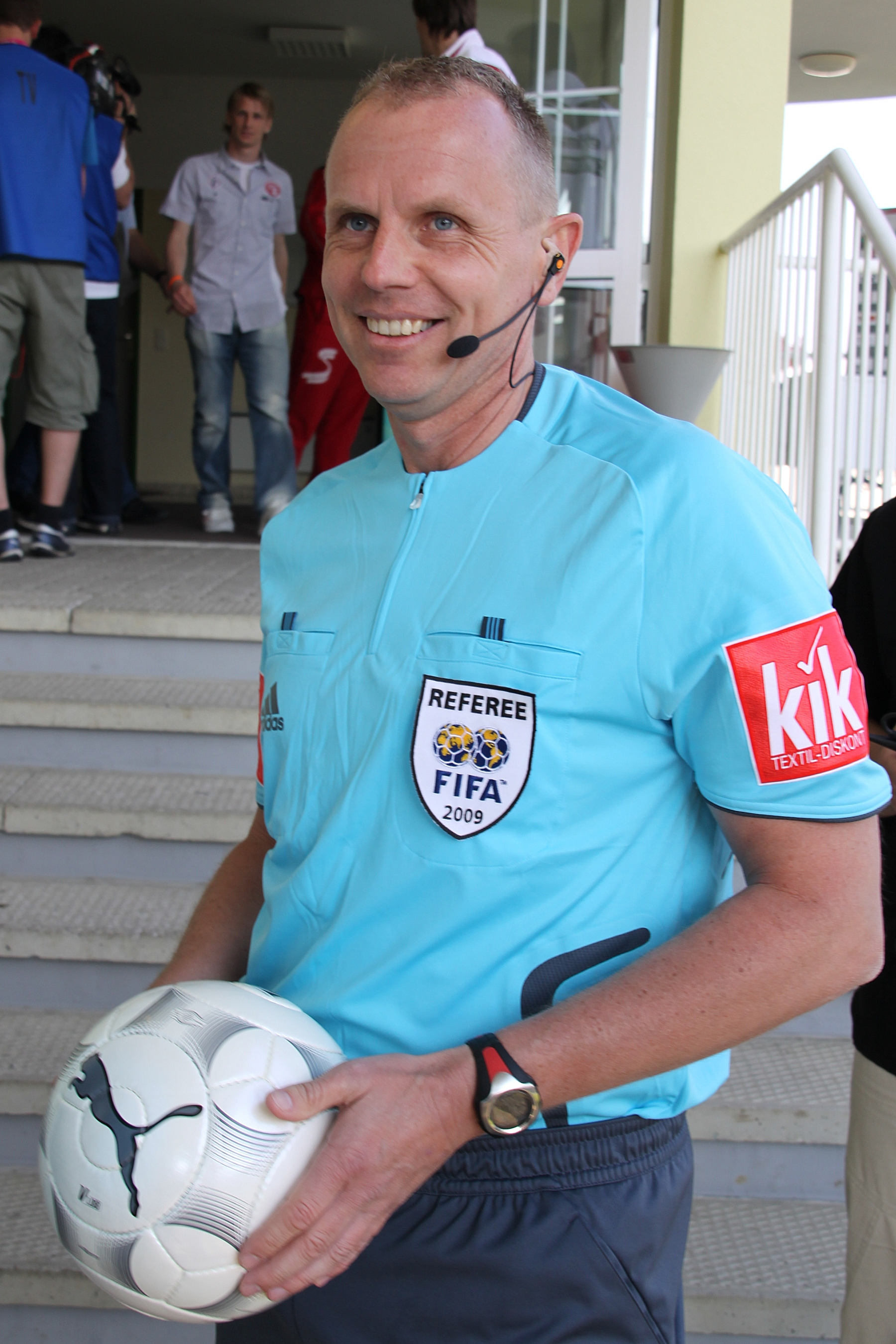
Fritz Stuchlik

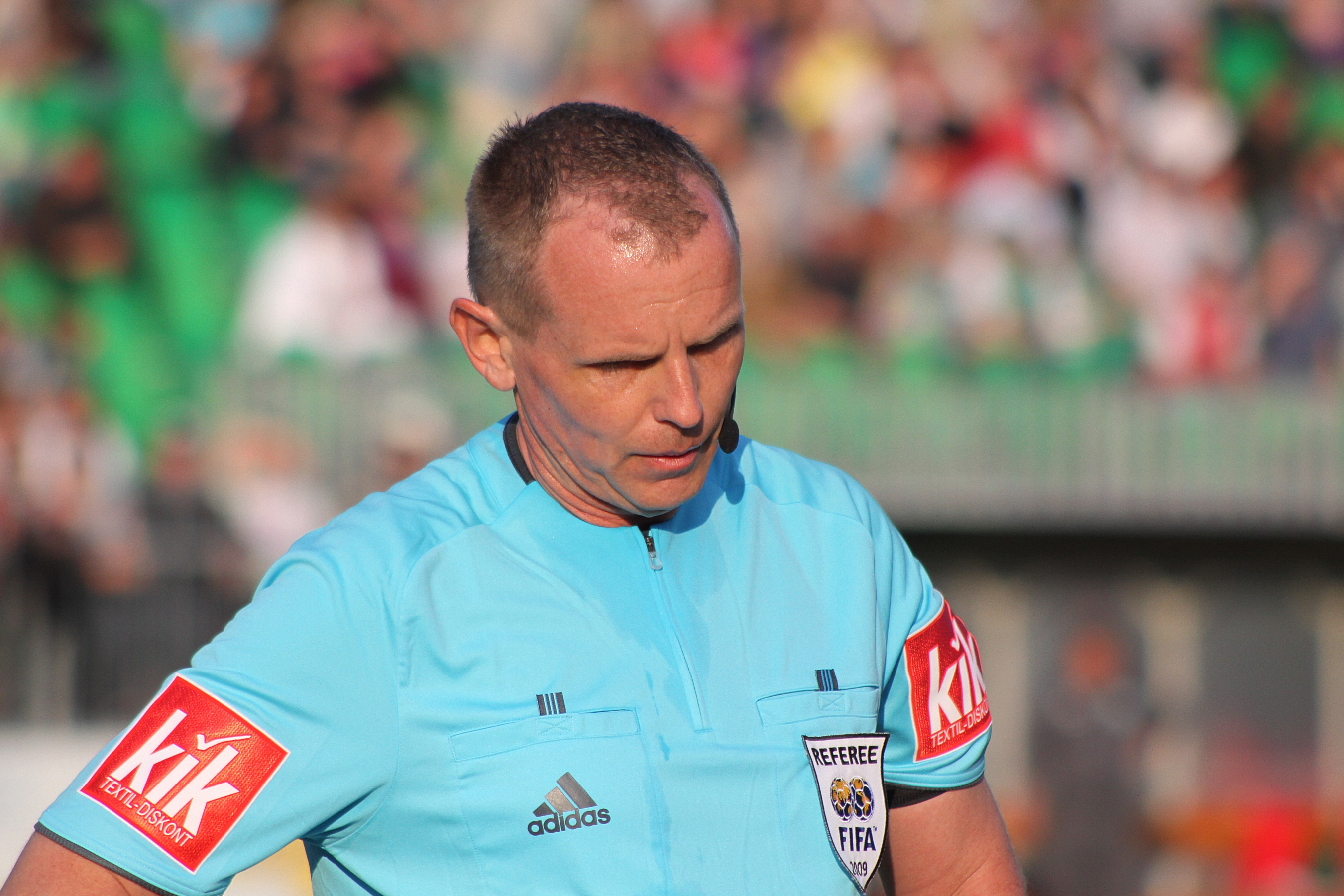
Fritz Stuchlik im Spiel SV Mattersburg gegen den Kapfenberger SV

Fritz Stuchlik (* 11. Februar 1966 in Wien) ist ein ehemaliger österreichischer Fußballschiedsrichter.

## Wirken
Seine Karriere als Schiedsrichter begann Stuchlik 1982. Er war von Juli 1992 bis Dezember 2009 österreichischer Bundesliga-Schiedsrichter. Vom 1. Jänner 1994 bis 31. Dezember 2009 war er auch als FIFA-Schiedsrichter tätig.
Stuchlik leitete 89 internationale Spiele und 267 Spiele in Österreichs höchster Spielklasse (Stand 31. Dezember 2009). Mit Ende 2009 legt Stuchlik seinen Status als FIFA-Schiedsrichter offiziell zurück.
Seit Sommer 2010 ist Fritz Stuchlik internationaler Schiedsrichter Beobachter bei UEFA und FIFA Bewerben. Darüber hinaus wurde er von der FIFA 2019 als VAR Instruktor zertifiziert.
Hauptberuflich war Fritz Stuchlik als Schiedsrichter Manager beim ÖFB tätig. Seine Tätigkeit wurde im beiderseitigen Einvernehmen im März 2018 beendet.
Von September 2018 bis Juni 2022 agierte Stuchlik als Schiedsrichter-Chef in Aserbaidschan. In dieser Zeit modernisierte er das Schiedsrichterwesen und bereitete auch die Einführung des VAR Systems vor (VAR = Video Assistent Referee), das seit Herbst 2022 bei allen Spielen der Premiere League Aserbaidschan zum Einsatz kommt.
Im August 2022 schloss er mit dem Griechischen Fußball-Verband einen Consulting Vertrag ab und ist als Supervisor für die Beobachter der griechischen Super League beschäftigt.
Gleich zwei Rekorde stellte Fritz Stuchlik am 25. April 2009 im Spiel SV Mattersburg gegen den Kapfenberger SV (3:1) auf: Das Spiel dauerte insgesamt 106 Minuten und Stuchlik verteilte 13 gelbe Karten und eine gelb-rote Karte.
Bis zum heutigen Tag ist Fritz Stuchlik auch der einzige Schiedsrichter, der Ryan Giggs in seinen über 1000 Profi-Spielen eine (Gelb-)Rote Karte zeigte.
Im Laufe seiner Karriere war er in insgesamt 316 Ligaspielen in den beiden höchsten österreichischen Fußballligen im Einsatz und zeigte dabei 1211 gelbe, 58 gelb-rote sowie 64 rote Karten. In den 316 Partien zeigte er 40 Mal auf den Elfmeterpunkt.